# Xã Salem, Quận Allen, Kansas
Xã Salem (tiếng Anh: Salem Township) là một xã thuộc quận Allen, tiểu bang Kansas, Hoa Kỳ. Năm 2010, dân số của xã này là 249 người.